# ブロードコム
ブロードコム（英語: Broadcom Inc.）は、無線（ワイヤレス、ブロードバンド）および通信インフラ向けの半導体製品、ソフトウェアなどを製造販売するファブレス企業。本社はアメリカのカリフォルニア州サンノゼ。

## 買収される前のブロードコム（Broadcom Corporation）
UCLAの教授だったヘンリ・サミュエリとその教え子ヘンリ・ニコラスが、1991年にカリフォルニア州ロサンゼルスで創業。1995年、本社をアーバインに移転。1998年、NASDAQに上場。世界各地の15カ国以上で事業を展開し、約1.1万人を雇用、2009年にフォーチュン500にランクインした。ブロードコムには、ARM CPU の命令セット設計で知られているソフィー・ウィルソンがいる。

## 現在のブロードコム（Broadcom Ltd.）
2016年2月、ヒューレット・パッカード、アジレント・テクノロジーの半導体部門を起源とするAvago Technologies（アバゴ・テクノロジー）による買収が完了、買収に伴いアバゴ・テクノロジーは、社名を「ブロードコム」（Broadcom Ltd.）に変更した（旧ブロードコムのティッカーシンボル「BRCM」は上場廃止となり、アバゴ・テクノロジーのティッカーシンボル「AVGO」が継続）。2016年11月、通信機器製造のブロケード コミュニケーションズ システムズの買収を発表した。2018年7月、ソフトウェア開発企業のCAテクノロジーズ買収を発表し子会社化した。
また、2019年8月にウイルス対策ソフト大手のシマンテックの法人向け事業を107億ドルで買収したが、5ヶ月後（2020年1月）に前記のうちサイバーセキュリティ事業をアクセンチュアに売却した。

## 製品

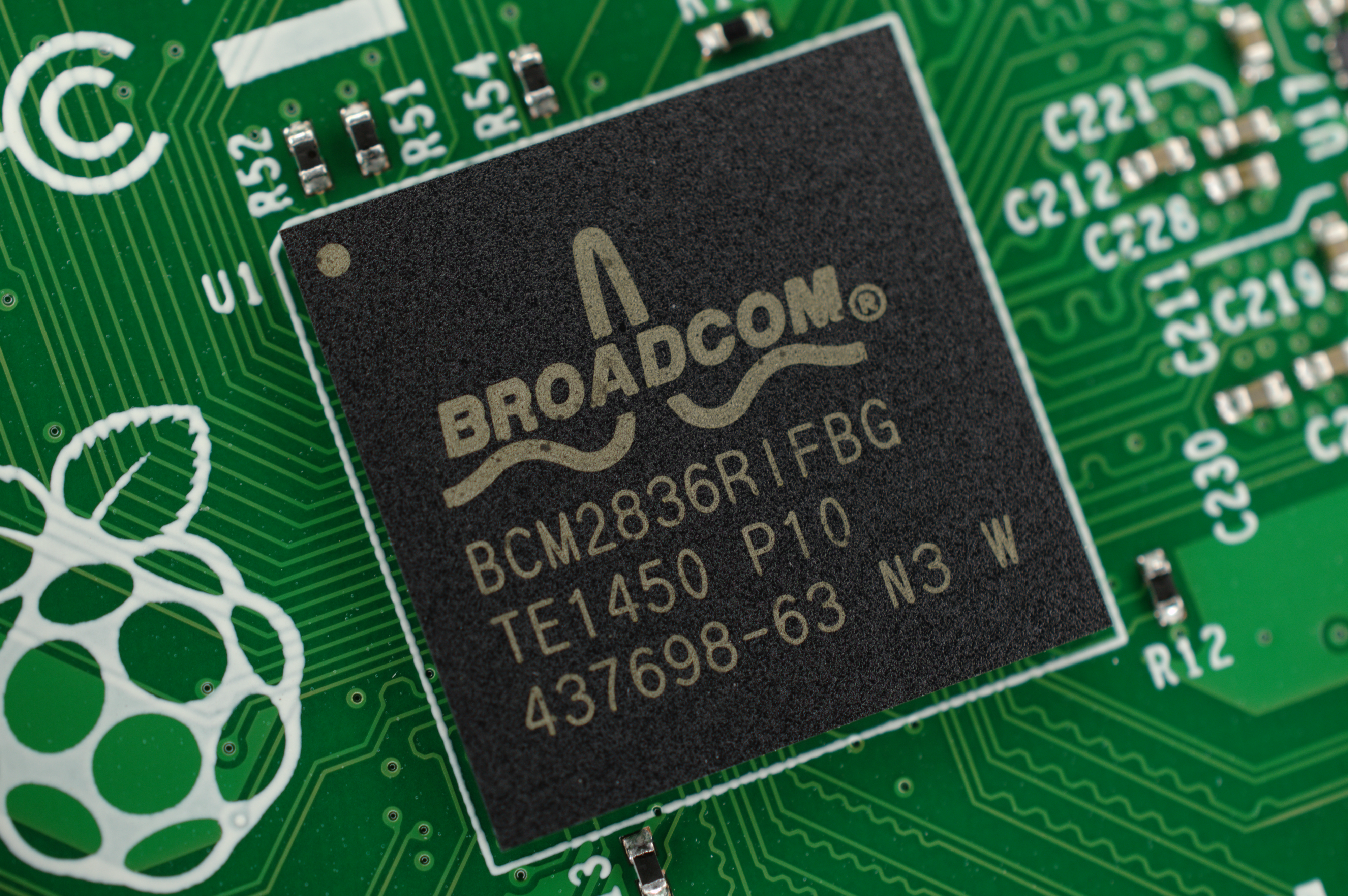
Raspberry Piに採用されているARM Cortex-A15搭載のPoC「BCM2836」

ブロードコムの製品は、コンピュータネットワークおよび通信ネットワーク全般をカバーする。企業/都市向け高速ネットワーク、SOHOネットワーク向け製品、イーサネット向けと無線LANの送受信ICとマイクロプロセッサ、ケーブルモデム、DSL、サーバ、ホームネットワーク機器(ルーター、スイッチなど)、携帯電話(GSM/GPRS/EDGE/W-CDMA)などである。高速暗号コプロセッサでも知られている。これは、暗号化や復号をプロセッサ以外で行うことで主プロセッサの負荷を低減させるチップであり、電子商取引やPGPあるいはGPGを使ったセキュアな通信で役立っている。
他に通信事業者向けのIC製品、セットトップボックスやデジタルビデオレコーダ用プロセッサ、Bluetooth送受信機、無線LAN送受信機、衛星放送対応TV用チューナーなども手がけている。主な顧客としてApple、ヒューレット・パッカード、モトローラ、IBM、デル、レノボ、リンクシス、ロジテック、任天堂、ノキア、ノーテル（アバイア）、シスコシステムズ、ティーボが挙げられる。2011年9月19日、デジタルTV用チップ部門を廃止した。

### NICとネットワーク
ブロードコムのNICは主要ベンダーのワークステーションやサーバ製品に採用されている。マザーボード上にイーサネットNICが組み込まれている場合でもマーケティング上ブロードコムの名を出していることが多い。例えば、デルのブレードスイッチ M610 には2つのギガビット NetXtreme 5709 NIC が組み込まれている。
もう1つの大きな市場はスイッチ用ハードウェアである。ブロードコムのハードウェアとファームウェアに基づくスイッチング装置がいくつかのベンダーから出ており（例えば、デルの Powerconnect classics）、ブロードコムのハードウェア（Tridentチップセット）を採用しつつファームウェアを独自開発している場合もある（例えば、シスコの Nexus の NX-OSやデルの Force10 の FTOS）。

### 消費者向けコンポーネント設計
ブロードコムはまた、有名なコンシューマデバイスの部品も多数供給している。
- アップルの iPhone 3GS と iPod touch の第二世代は、ブロードコムの Wifi+Bluetooth コンボチップを採用している。
- 2005年第2四半期、任天堂株式会社と戦略的提携を発表。任天堂の次世代ゲーム機に無線LAN技術を提供するとした。具体的には2006年5月10日、任天堂のゲーム機WiiにブロードコムのBluetoothおよび無線LANが採用されたと発表している。ニンテンドーDSの無線LANもブロードコムが提供している。

### AMDとの関係
2001年2月14日、ブロードコムはAMDの開発したHyperTransportの協力企業となり、同年7月14日には HyperTransport Technology Consortium に加入。2004年6月、AMDとのチップセット分野での提携発表し、2005年4月20日に ServerWorks ブランドとしてAMD K8(Opteron)用チップセット「HT-2000」を発表、2006年8月15日には AMD K8 用チップセット HT-2100 を発表し、同年10月に量産出荷を開始した。
2008年8月25日、AMDよりデジタルテレビ事業を1億4150万ドル（当初発表では1億9280万ドル）で買収。パネルプロセッサ Xilleon の製造権を取得した。

### サイバーセキュリティ
2019年11月にSymantecを買収した。日本国内においては、エンドポイントセキュリティ製品やEメールセキュリティ、WEBセキュリティゲートウェイを展開している。ブロードコムのソフトウェア事業は、現在売上全体の３割ほどだが、５割を目標にエンタープライズソフトウェア事業の投資を拡大し続けている。

### 仮想化技術
2022年5月には、仮想化市場で世界一を誇るVMwareの買収を発表。VMware は、2019年にEDR（Endpoint Detection and Response）で世界シェアを保有するCarbon Blackを買収しておりこちらもあわせて事業ポートフォリオに組込まれることとなった。

## 生産体制
ブロードコムはファブレス半導体企業として知られている。半導体素子の製造は全て以下のようなアジアのファウンドリに任せている。
- Semiconductor Manufacturing Corporation (TSMC、台湾)
- GLOBALFOUNDRIES（旧：Chartered Semiconductor Manufacturing）（ドイツ、シンガポール）
- Semiconductor Manufacturing International Corporation (SMIC)（中国）
- Silterra Malaysia Sdn. Bhd.（マレーシア）
- United Microelectronics Corporation（UMC/臺灣、台湾）

機器組み立てなどは、以下の提携先に任せている。
- NEC
- ASAT Ltd（香港）
- ST Assembly Test Services（シンガポール）
- Siliconware Precision（臺灣）
- United Test and Assembly Center（シンガポール）
- ChipPac and Signetics（韓国）

本社は2007年からカリフォルニア州アーバインのカリフォルニア大学アーバイン校キャンパス内の University Research Park にある。研究開発拠点は、ケンブリッジ（イギリス）、バンガロール及びハイデラバード（インド）、リッチモンド（カナダ、バンクーバー近郊）、マーカム（カナダ、トロント近郊）、 ソフィア・アンティポリス（フランス）などにある。

## ブロードコムとオープンソース
ブロードコム製無線LANチップ向けのオープンソースのドライバがいくつかLinuxカーネルのソースツリーに含まれている。Linuxカーネル 2.6.26 以降、ブロードコムチップのいくつかはカーネルでサポートされているが、ビルド時に外部ファームウェアを必要とする。
2003年、ブロードコムが同社の無線LANルーター用チップセットのドライバにGPLコードを使っていながらコードを公開しておらず、GNU General Public License に違反しているとして、フリーソフトウェア財団がブロードコムを非難した。そのチップセットはリンクシスが採用し、リンクシスは後にシスコに買収された。するとシスコは Linksys WRT54G シリーズ無線ブロードバンドルーターのファームウェアのソースコードを公開した。
2002年、ブロードコムは独自のVoIPコーデックを開発し、2009年にLGPLライセンスでオープンソースとしてリリースした。
- BroadVoice 16 - ビットレート 16 kbit/s、サンプリング周波数 8 kHz
- BroadVoice 32 - ビットレート 32 kbit/s、サンプリング周波数 16 kHz（ただし、X-Lite SIP フォンのメニューにはビットレート 80000 bit/s とある）

## ストックオプション問題
2006年7月14日、ブロードコムはストックオプションの処理の是正にかかった費用7億5000万ドルを追加計上することを発表した。2006年9月8日、その額は15億ドルに倍増。また、同社は追徴課税されることとなった。2007年1月24日、1998年から2005年までの会計処理すべき金額は22億2000万ドルに増大した。
2008年5月15日、証券取引委員会(SEC)への申し立てで名前を出された後、サミュエリは会長職を辞任し、CTOとして休職した。
2008年6月5日、共同創業者で元CEOのヘンリ・ニコラスと元CFOの William Ruehle は、ストックオプションの不正な日付改竄で起訴された。ニコラスは麻薬取締法違反でも起訴されている。しかし2009年12月、検察官が弁護側証人3人の証言を不適切に妨げたとして、連邦判事コーマック・J・カーニーはストックオプションの日付改竄に関する告発を退けた。

## クアルコムとの裁判
2007年6月、ブロードコムはサンディエゴに本社を置く半導体企業クアルコムが同社の特許を侵害したとして訴え、アメリカ国際貿易委員会はクアルコム製チップを搭載した携帯電話の輸入禁止を命じた。ブロードコムはこの問題を裁判でも訴えていたが、2009年4月26日、4年に及ぶ法廷闘争が終結した。和解の条件として、クアルコムは2013年4月までにブロードコムに現金8億9100万ドルを支払うことになっている。

## 企業買収
2011年9月、ブロードコムは NetLogic Microsystems を現金37億ドルで買収し、NetLogic従業員の持つ自社株4億5000万ドル分はブロードコム株と交換した。
他にもブロードコムは多数の企業を買収しており、それによって新市場にすばやく参入している。
2016年2月、Avago Technologies によって買収されたが、社名は買収された側の「ブロードコム」が採用され、その後もブロケード コミュニケーションズ システムズの買収を発表している。
2019年、GINを含めたSymantecの法人事業をBroadcomが買収。
2022年5月、VMware を約610億ドルで買収。
| 時期       | 企業名                               | 買収額                                             | 専門技術                                                                    |
| ---------- | ------------------------------------ | -------------------------------------------------- | --------------------------------------------------------------------------- |
| 1999年1月  | Maverick Networks                    | 1億400万ドル（株式）                               | 企業ネットワーク向けマルチレイヤー・スイッチ                                |
| 1999年4月  | Epigram                              | 3億1600万ドル（株式）                              | 電話線を利用したHomePNA                                                     |
| 1999年6月  | Armedia Inc.                         | 6720万ドル（株式）                                 | デジタル動画デコーダ                                                        |
| 1999年8月  | HotHaus Technologies                 | 2億8000万ドル（株式）                              | VoIP用DSPソフトウェア                                                       |
| 1999年8月  | Altocom                              | 1億8000万ドル（株式）                              | ソフトモデム                                                                |
| 2000年1月  | BlueSteel Networks                   | 1億2300万ドル（株式）                              | セキュリティ・プロセッサ                                                    |
| 2000年3月  | Digital Furnace Corp                 | 1億3600万ドル（株式）                              | データ圧縮ソフトウェア                                                      |
| 2000年3月  | Stellar Semiconductor                | 1億6200万ドル（株式）                              | 3Dグラフィックス・プロセッサ                                                |
| 2000年6月  | Pivotal Technologies                 | 2億4200万ドル（株式）                              | デジタル動画チップ                                                          |
| 2000年7月  | Innovent Systems                     | 5億ドル（株式）                                    | Bluetooth通信機                                                             |
| 2000年8月  | Puyallup Integrated Circuit Company  |                                                    | IC設計とICマクロブロック                                                    |
| 2000年7月  | Altima Communications                | 5億3300万ドル（株式）                              | ネットワークチップ                                                          |
| 2000年10月 | Newport Communications               | 12億4000万ドル（株式）                             | 10Gbitイーサネット通信機                                                    |
| 2000年10月 | Silicon Spice                        | 10億ドル（株式）                                   | VoIP用DSPチップ                                                             |
| 2000年11月 | Element 14                           | 5億9400万ドル（株式）                              | DSLチップセット                                                             |
| 2000年12月 | Allayer Communications               | 2億7100万ドル（株式）                              | 企業向けおよび光ネットワークチップ                                          |
| 2000年12月 | Sibyte                               | 20億ドル（株式）                                   | ブローバンド向けマイクロプロセッサ                                          |
| 2001年1月  | VisionTech, Ltd.                     | 7億7700万ドル（株式）                              | MPEG-2圧縮・伸張                                                            |
| 2001年1月  | ServerWorks Corp.                    | 10億300万ドル（株式）                              | サーバ/ワークステーション用I/Oコントローラ                                  |
| 2001年7月  | PortaTec Corporation                 |                                                    | 携帯用デバイス                                                              |
| 2001年7月  | Kimalink                             |                                                    | 無線/携帯用チップ                                                           |
| 2002年5月  | Mobilink Telecom, Inc.               | 560万ドル（株式）                                  | 携帯電話向けベースバンドプロセッサ                                          |
| 2003年3月  | Gadzoox Networks                     | 580万ドル（現金）                                  | SAN                                                                         |
| 2004年1月  | RAIDCore, Inc.                       | 1650万ドル（現金）                                 | RAIDソフトウェア                                                            |
| 2004年4月  | M-Stream Inc.                        | 870万ドル（現金）と27000株                         | 無線受信の改良技術                                                          |
| 2004年4月  | Sand Video, Inc.                     | 7750万ドル（株式）と740万ドル（現金）              | 動画圧縮技術                                                                |
| 2004年4月  | WIDCOMM, Inc.                        | 4900万ドル（現金）                                 | Bluetooth 関連ソフトウェア                                                  |
| 2004年4月  | Zyray Wireless, Inc.                 | 9600万ドル（株式）                                 | WCDMA向けベースバンドプロセッサ                                             |
| 2004年9月  | Alphamosaic, Ltd.                    | 1億2300万ドル（株式）                              | モバイルサービス向けビデオプロセッサ                                        |
| 2005年2月  | Alliant Networks, Inc.               |                                                    | 携帯電話網ゲートウェイ                                                      |
| 2005年3月  | Zeevo, Inc.                          | 2640万ドル（現金）と260万ドル（株式）              | Bluetoothヘッドセット                                                       |
| 2005年7月  | Siliquent Technologies, Inc.         | 7600万ドル（現金）                                 | 10Gbitイーサネットのコントローラ                                            |
| 2005年10月 | Athena Semiconductors, Inc.          | 2160万ドル（現金）                                 | デジタルTVチューナーとWifi                                                  |
| 2006年1月  | Sandburst Corporation                | 7500万ドル（現金）と500万ドル（株式）              | イーサネット・パケット交換用SOCチップ                                       |
| 2006年11月 | LVL7 Systems, Inc.                   | 6200万ドル（現金）                                 | ネットワーク・ソフトウェア                                                  |
| 2007年5月  | Octalica, Inc.                       | 3100万ドル（現金）                                 | MoCA（同軸ケーブルによるホームネットワーク）                                |
| 2007年6月  | Global Locate, Inc.                  | 1億4600万ドル（現金）                              | GPSチップとソフトウェア                                                     |
| 2008年3月  | Sunext Design, Inc.                  | 4800万ドル（現金）                                 | 光ディスクドライブ                                                          |
| 2008年8月  | AMD DTVプロセッサ部門                | 1億4150万ドル（現金、当初の提示額は1億9280万ドル） | Xilleon DTVプロセッサチップとソフトウェア、およびそれを利用したTVチューナー |
| 2009年12月 | Dune Networks                        | 1億7800万ドル（現金）                              | 高速ネットワークスイッチ                                                    |
| 2010年2月  | Teknovus                             | 1億2300万ドル（現金）                              | イーサネットPON (EPON) 用チップセットとソフトウェア                         |
| 2010年6月  | Innovision Research & Technology plc | 4750万ドル（現金）                                 | 近距離無線通信とIP                                                          |
| 2010年10月 | Beceem Communications                | 3億1600万ドル（現金）                              | 4G LTE/WiMax                                                                |
| 2010年11月 | Gigle Networks                       | 7500万ドル（現金）                                 | 家庭用マルチメディアネットワーク                                            |
| 2011年4月  | Provigent Ltd.                       | 3億1300万ドル（現金）                              | マイクロ波バックホール                                                      |
| 2011年5月  | SC Square Ltd.                       | 4190万ドル（現金）                                 | イスラエルのセキュリティソフトウェア企業                                    |
| 2011年9月  | NetLogic Microsystems                | 37億ドル                                           | 次世代インターネット向けネットワーク製品                                    |
| 2017年11月 | Brocade Communications Systems       | 59億ドル                                           | ファイバーチャネル・スイッチ製品群のベンダー                                |
| 2022年5月  | VMware Inc.                          | 610億ドル                                          | ITインフラストラクチャの仮想化                                              |